# サイイド兄弟

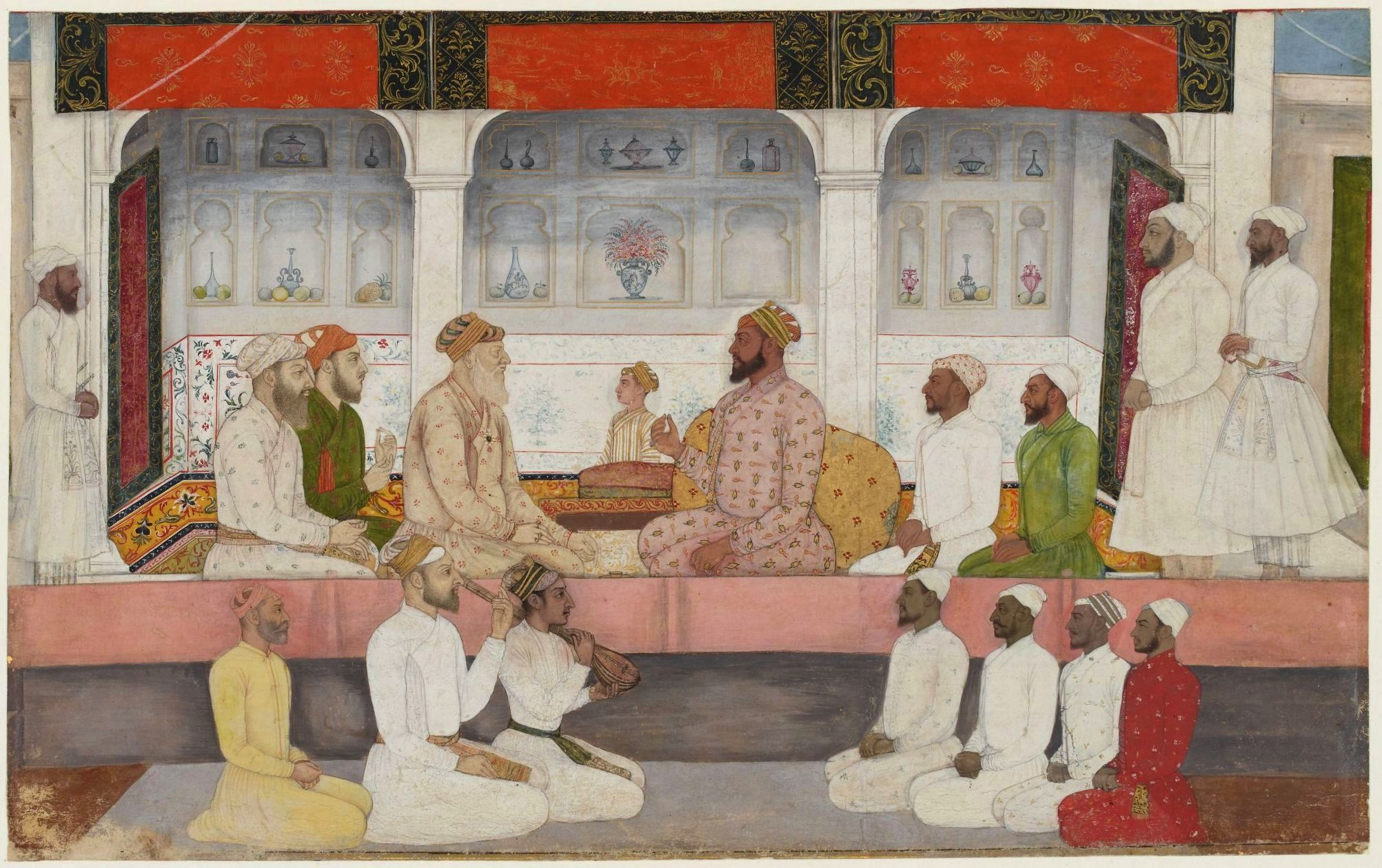
アブドゥッラー・ハーンと廷臣

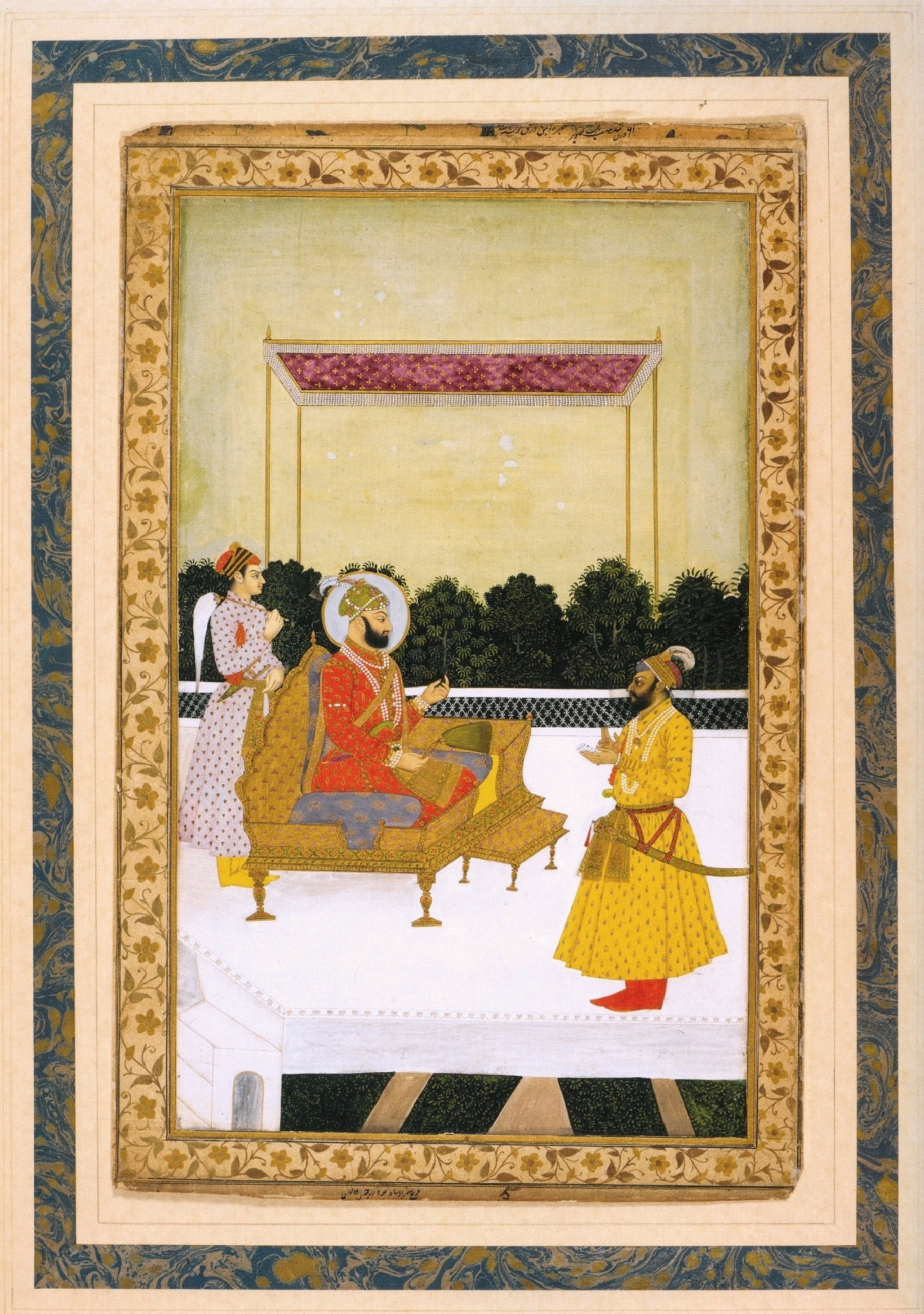
フサイン・アリー・ハーンと皇帝ファッルフシヤル

サイイド兄弟（サイイドきょうだい, Sayyid Brothers）は、兄：サイイド・アブドゥッラー・ハーン（Sayyid Abdullah Khan, 1666年 - 1722年10月12日）、弟：サイイド・フサイン・アリー・ハーン（Sayyid Hussain Ali Khan, 1668年 - 1720年10月9日）のムガル帝国に仕えた2人の兄弟。
彼らは国政に大きな影響力を持ち、第8代皇帝ジャハーンダール・シャー、第9代皇帝ファッルフシヤル、第10代皇帝ラフィー・ウッダラジャート、第11代皇帝ラフィー・ウッダウラ、第12代皇帝ムハンマド・シャーの5人の擁立・廃立に関与したため、キング・メーカーとしても知られている。

## 生涯

### 実権掌握まで
サイイド・アブドゥッラー・ハーンとサイイド・フサイン・アリー・ハーンは、それぞれサイイド・ミーヤーンの息子として生まれた。
1694年から1695年、アウラングゼーブの孫ジャハーンダール・シャーがムルターンの地方への遠征に向かうと、サイイド兄弟もこれに従軍した。
1697年、アブドゥッラー・ハーンはスルターンプル、ナザルバルのファウジュダールに任命され、1698年にはハーンデーシュの太守に任じられた。同じ頃、フサイン・アリー・ハーンはアジメール地方のランタンボール、アーグラ地方のバヤーナーに地方長官に任じられていた。
アブドゥッラー・ハーンはまた、1705年のマラーター討伐に参加し、1707年にはアウラングゼーブの葬儀にも参加している。
アウラングゼーブの死後、3人の皇子の間で戦争が勃発すると、サイイド兄弟はバハードゥル・シャー1世に味方し、6月にアーザム・シャーを討った戦いに参戦した。
その後、1708年10月にアブドゥッラー・ハーンはアジメールの太守に、1711年1月10日にはアラーハーバードの太守となった。同年4月1日に弟フサイン・アリー・ハーンはビハールの太守に任命され、パトナーのアズィーマーバードに赴任した。

### 実権掌握

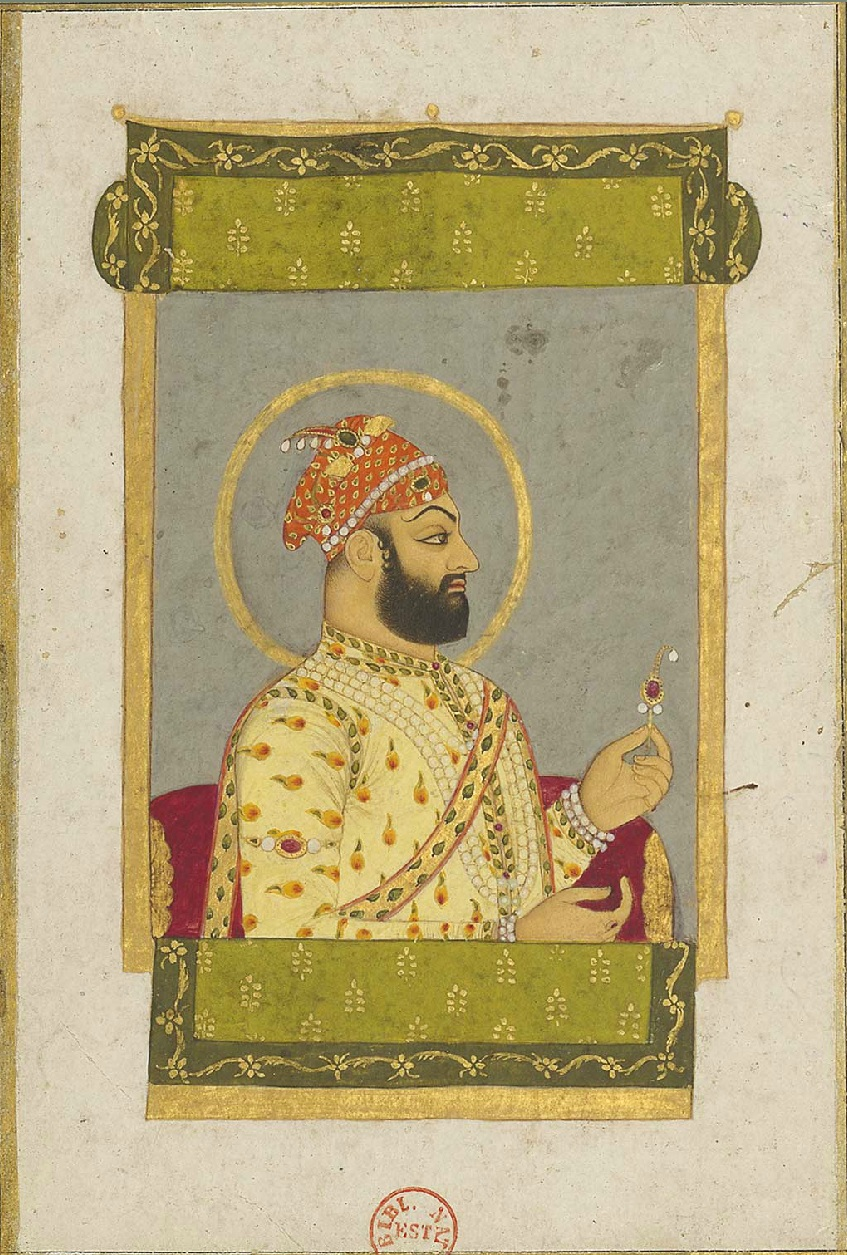
ファッルフシヤル

だが、1712年2月に皇帝バハードゥル・シャー1世が死ぬと4人の息子らの間で争いが起こり、3月までに長子ジャハーンダール・シャーがほかの兄弟アズィーム・ウッシャーン、ラフィー・ウッシャーン、ジャハーン・シャーを殺害し帝位についた。
一方、ジャハーンダールは帝位についたのち、堕落した生活を送るようになり、デリーの宮廷はすっかり乱れてしまった。アズィーム・ウッシャーンの遺児であるファッルフシヤルはベンガルに一人残されたものの、ジャハーンダール・シャーの打倒をうかがっており、同年4月17日に彼はベンガルのパトナーで帝位を宣言し、ジャハーンダール・シャーとの対決姿勢を見せた。
ファッルフシヤルはジャハーンダール・シャーの軍と戦うため、ベンガルにおいて軍を召集し始めたが、彼はサイイド兄弟の助力を受けることにした。
同年末にファッルフシヤルがデリーに向けて進軍するなか、ジャハーンダール・シャーも大軍をもって迎撃し、翌1713年1月10日にアーグラ付近サムーガルで対峙した（第二次サムーガルの戦い）。この戦いについて、ハーフィー・ハーンはその状況を伝記で、「階級の高低を問わず、あらゆる軍人はファッルフシヤルの勝利に希望を見出した」と述べている。
事実、皇帝軍は士気が衰えており分裂状態であり、一日で三者連合軍に簡単に打ち破られ、ジャハーンダール・シャーは捕えられた。翌1月11日にファッルフシヤルはアーグラで即位式を挙行し、ムガル帝国の皇帝となった。2月にはジャハーンダール・シャーを宰相ズルフィカール・ハーンとともに処刑し、大勢の皇子らを盲目にして幽閉した。
ムガル帝国の皇帝となったファッルフシヤルは、即位後すぐにサイイド兄弟の協力に対し報い、アブドゥッラー・ハーンを宰相と財務大臣（ワズィール）に、フサイン・アリー・ハーンを軍務大臣（ミール・バフシー、軍総司令官）にそれぞれ任じた。また、後者はのちにデカン総督にも任命された。
だが、ハーフィー・ハーンはこの任命をファッルフシヤルの最も大きな失策とだと語っている。なぜなら、これらの職に任命されたかつての人物は、「大変責任のある要職で、かつての王たちがその高い地位を授けたのは、賢明かつ高潔な人物で、驚くほど忍耐強く、豊富な経験をもち、その資質が長い経験によって試された人物」、であったからである。
ファッルフシヤル即位後、サイイド兄弟は皇帝の即位に反対した貴族たち大量に虐殺するなど、宮廷の分裂を招くことを平気でした。

### マラーターとの講和
1714年1月6日、フサイン・アリー・ハーンはデリーを出発した。彼はラージャスターン地方のラージプートと講和したのち、任地たるデカン地方へと向かい、1715年9月6日にズルフィカール・ハーンの代理人でもあったダーウード・ハーン・パンニーをブルハーンプル近郊で殺害した。
フサイン・アリー・ハーンはマラーター王国と戦い続けたが、1718年7月に王国宰相バーラージー・ヴィシュヴァナートとムガル・マラーター間で次のような協定を結んだ。
- ムガル帝国はシヴァージー時代の領土をマラーター王国の領土として認める。
- ムガル帝国領のデカン6州に関して、チャウタ（諸税の10分の1を徴収する権利）およびサルデーシュムキー（諸税の4分の1を徴収する権利）をマラーターに認める。
- マラーター王国はムガル帝国が必要としたとき、騎兵15,000兵を援軍として派遣する。
- マラーター王国はデカンにおける略奪及び反乱に歯止めをかけ、毎年100万ルピーを支払う。

### 皇帝の擁廃立
同年9月、ファッルフシヤルはついにサイイド兄弟らに我慢ができなくなり、軍務大臣フサイン・アリー・ハーンに宮廷に出仕するよう命じた。この時、フサイン・アリー・ハーンはデカン総督としてにデカン地方に長期の軍事遠征で滞在していたが、11月にひとまず帝都に戻ることにした。
フサイン・アリー・ハーンはこの命令に危機を感じており、帰還したのちデリー近郊に陣を設け、彼は陣中で何度も「もはや自分は皇帝の家臣はない」、と何度も言ったとされる。また、彼はこのとき反逆を明らかにするため、自身の太鼓を騒々しくたたかせた。家臣の太鼓を皇帝の居城の近くでたたかせるのは、著しく規律に違反する行為であった。
こうして、1719年2月28日にフサイン・アリー・ハーンは兄アブドゥッラー・ハーンと合流したのち、デリー城を制圧し、皇帝ファッルフシヤルと面会した。アブドゥッラー・ハーンは面会時、皇帝ファッルフシヤルにこう言い放った。
| 「 | 我々が陛下の為にあれだけ忠誠をつくしたというのに、恩知らずにも、その労に何一つ報いようとせず、悪意と疑いと裏切りで返してくるとは | 」 |

そして、彼らは帝国のあらゆる官職を要求し、ファッルフシヤルは恐ろしくなり、ハーレムへと逃げ込んだ。サイイド兄弟は追いかけ、屋上の隅に隠れていた皇帝を引きずり出し、廃位したのち盲目にしてデリー城で幽閉した。
サイイド兄弟はファッルフシヤルを廃位した日、新たな皇帝にファッルフシヤルの従兄弟であり、バハードゥル・シャー1世の三男ラフィー・ウッシャーンの息子ラフィー・ウッダラジャートを即位させた。ファッルフシヤルは廃位されたのち、脱出計画が発覚したため、4月29日にサイイド兄弟の命によりデリー城で殺された。
同年3月、ラフィー・ウッダラジャートはフサイン・アリー・ハーンとマラーターとの間に結ばれた条約を追認した。バーラージー・ヴィシュヴァナートは条約が承認されたのちに帰還したが、彼と随行したサルダールらはムガル帝国の弱体化を目にし、デカンを越えて北インド侵略を考えるようになった。彼は北インドを侵略しようとはしなかったが、デカンのチャウタとサルデーシュムキーを効率的に徴収するため、サルダールらにその地域を割り当てて足場を固めた。
同年6月6日、サイイド兄弟は皇帝ラフィー・ウッダラジャートを廃位し、その兄ラフィー・ウッダウラを帝位に付けた。同月13日、彼らはラフィー・ウッダラジャートを殺害した。
同年9月19日、サイイド兄弟は皇帝ラフィー・ウッダウラを殺害し、同月29日に新たな皇帝にムハンマド・シャーを即位させた。

### サイイド兄弟の終焉

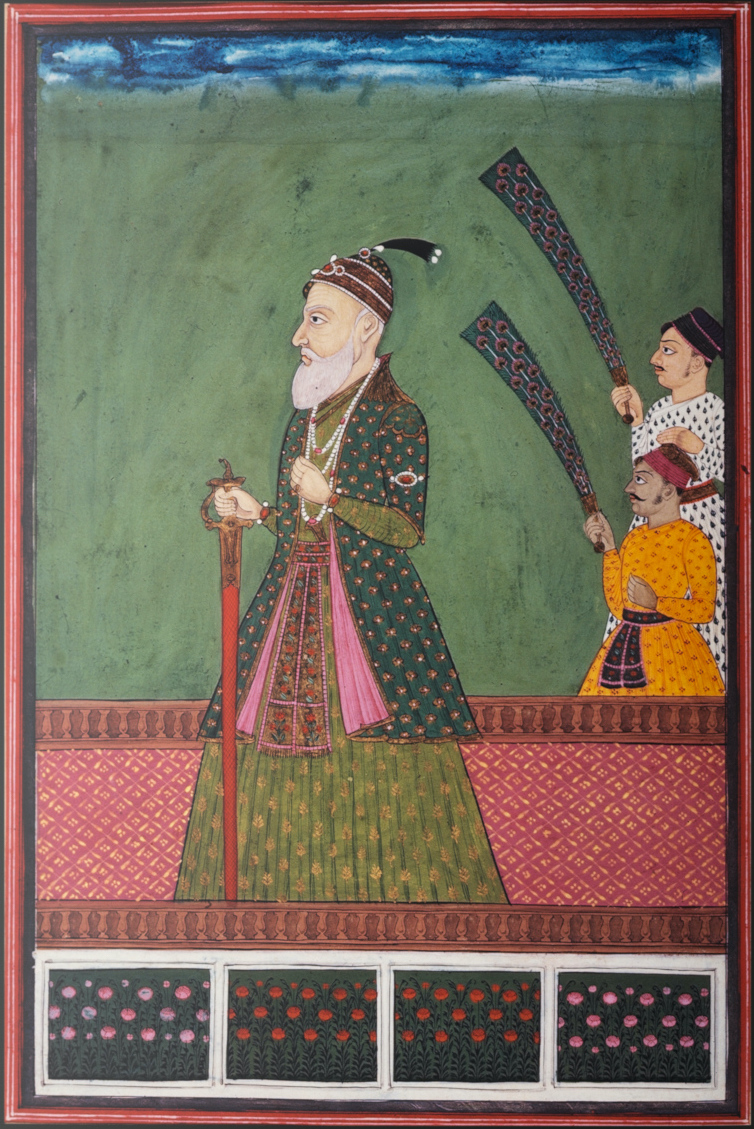
サイイド兄弟の討伐にかかわった有力貴族カマルッディーン・ハーン（ニザームル・ムルク）

ムハンマド・シャーもまた、サイイド兄弟にしてみれば生殺与奪を握った手駒の一人に過ぎなかったが、ムハンマド・シャーは3人の皇帝のようにいつ殺されるのか怯え、トルコ系、イラン系の貴族らと組んでサイイド兄弟打倒の陰謀を企てた。
貴族らもまた、サイイド兄弟の恐怖政治に怯えており、皇帝の殺害は彼らを震え上がらせた。貴族らの間には皇帝すら殺されるのであれば、貴族でしかない我が身は一体どうなるのか、という考えが広まっていた。また、サイイド兄弟は民衆の支持も失っていた。彼らは民衆から一宿一飯の恩を忘れた人物とみなされていた。
そして、1720年10月9日にムハンマド・シャーを支持する貴族らはファテープル・シークリーで、軍務大臣フサイン・アリー・ハーンを刺客に暗殺させることに成功した。これにより、フサイン・アリー・ハーンの率いていた軍勢はムハンマド・シャーに帰順した。
弟の暗殺に驚いたアブドゥッラー・ハーンは新たな皇帝として、ラフィー・ウッダウラの弟にあたるイブラービームを皇帝に擁立し、ムハンマド・シャーに対抗した。これに対し、ムハンマド・シャーは軍を率いてアブドゥッラー・ハーンの打倒に向かった。
同年11月15日、アブドゥッラー・ハーンとムハンマド・シャーの両軍はハサンプルで激突した（ハサンプルの戦い）。戦闘は昼に始まり夕方になっても決着がつかずに夜通し続けられる程の激戦で、翌16日の昼に決着が着いた。激戦の末、アブドゥッラー・ハーンは敗れて捕らえられ、ここにサイイド兄弟の横暴は終わりを告げた。
その後、ムハンマド・シャーの命により、1722年10月12日にサイイド・アブドゥッラー・ハーンは毒殺された。